# Тан (Кировская область)
 Тан  — деревня в Малмыжском районе Кировской области. Входит в состав Преображенского сельского поселения.

## География
Расстояние до районного центра — 21 км. Высота над уровнем моря — 70 м. Деревня расположена на реке Шугорачка.

## Население
| 2010 |
| ---- |
| 272  |